# Bengt Hansson (handbollsspelare)
Bengt Uno "Böna" Hansson, född 11 oktober 1950, är en svensk före detta handbollsspelare (vänsterhänt),
Bengt Hansson är en legendarisk spelare för HK Drott och i det svenska landslaget. Han debuterade i Allsvenskan 1969, på sin 19-årsdag, och spelade fram till 1987. Sammanlagt gjorde han 1 319 mål på 295 matcher i Allsvenskan/Elitserien. På elitnivå var Drott den enda klubb han representerade, men han spelade även ett år för HF Olympia i division 3. I landslaget spelade han mellan 1970 och 1982 och medverkade i totalt 97 landskamper och tre VM-turneringar.

## Meriter
- Fyra SM-guld (1975, 1978, 1979 och 1984) med HK Drott